# کریگ وارنر
کریگ وارنر (انگلیسی: Craig Warner؛ زادهٔ ۲۵ آوریل ۱۹۶۴) فیلم‌نامه‌نویس اهل بریتانیا است.
از فیلم‌ها یا مجموعه‌های تلویزیونی که وی در آن‌ها نقش داشته‌است، می‌توان به مکسول اشاره نمود.